# Блазіни-Ґурне
Блазіни-Ґурне (пол. Błaziny Górne) — село в Польщі, у гміні Ілжа Радомського повіту Мазовецького воєводства.
Населення — 375 осіб (2011).
У 1975-1998 роках село належало до Радомського воєводства.

## Демографія
Демографічна структура станом на 31 березня 2011 року:
|          | Загалом | Допрацездатний вік | Працездатний вік | Постпрацездатний вік |
| -------- | ------- | ------------------ | ---------------- | -------------------- |
| Чоловіки | 179     | 37                 | 114              | 28                   |
| Жінки    | 196     | 26                 | 119              | 51                   |
| Разом    | 375     | 63                 | 233              | 79                   |